# Z19 Hermann Künne
Z19 «Герман Кюнне» (нім. Z19 Hermann Künne) — військовий корабель, ескадрений міноносець типу 1936 Кріґсмаріне за часів Другої світової війни.
Есмінець Z19 «Герман Кюнне» був закладений 5 жовтня 1936 року на верфі DeSchiMAG у Бремені, 22 грудня 1937 року спущений на воду, а 12 січня 1939 року введений до складу військово-морських сил Третього Рейху.
Ескадрений міноносець Z19 названий на честь торпедиста міноносця SMS S 53 Германа Кюнне, який відзначився та загинув під час британського рейду на Зебрюгге 23 квітня 1918 року.

## Історія служби
У ніч на 17/18 жовтня 1939 року контрадмірал Гюнтер Лют'єнс на борту флагманського корабля Z21 «Вільгельм Гайдкамп» очолив групу есмінців Z16 «Фрідріх Еккольдт», Z19 «Герман Кюнне», Z17 «Дітер фон Редер», Z18 «Ганс Людеман» і Z20 «Карл Гальстер», коли вони встановили мінне поле у гирлі англійської річки Гамбер. Британці не знали про існування мінного поля і втратили на ньому сім суден загальною тоннажністю 25 825 БРТ.
13 листопада 1939 року на мінному полі, встановленому німецькими есмінцями Z20 «Карл Гальстер», Z18 «Ганс Людеманн», Z19 «Германн Кюнне» та Z21 «Вільгельм Гайдкамп» в естуарії Темзи підірвався та затонув британський есмінець «Бланш».
У ніч з 12 на 13 грудня німецькі есмінці здійснили черговий бойовий похід, поставивши мінні поля біля узбережжя Великої Британії. Під командуванням комодора Фрідріха Бонте на флагмані Z19 «Герман Кюнне», Z4 «Ріхард Бітцен», Z8 «Бруно Гайнеман», Z14 «Фрідріх Ін» і Z15 «Ерік Штайнбрінк» встановили 240 мін у гирлі річки Тайн. Не знаючи про постановку мінного поля, британці втратили на ньому 11 суден загальною тоннажністю 18 979 брутто-реєстрових тонн.
9 квітня 1940 року за планом операції «Везерюбунг» розпочалося німецьке вторгнення в Норвегію. Для запобігання будь-якої можливості зриву британцями висадки десанту, командування Крігсмаріне заздалегідь відрядило флотські угруповання під командування віцеадмірала Гюнтера Лют'єнса для захисту конвоїв з військами, що висаджувалися у Нарвіку. Німецька ескадра складалася з лінійних кораблів «Шарнгорст» та «Гнейзенау», важкого крейсера «Адмірал Гіппер» та десяти есмінців. При вторгненні сталася битва за Нарвік, під час якої норвезькі панцерники берегової оборони «Ейдсволл» і «Нордж», що спробували чинити опір, загинули.
13 квітня у прибережних водах Нарвіка сталася друга морська битва, в якій британський флот вщент розгромив німецьке угруповання, потопивши 8 есмінців та 1 підводний човен.
У ході цього бою Z19 «Германн Кюнне», у супроводі пошкодженого Z13 «Еріх Келлнер», рушив на захід, щоб зайняти позицію біля входу у фіорд. Есмінець був першим кораблем, вартовий якого помітив наближення британських кораблів. Решта есмінців приєдналася до Z19 «Германн Кюнне», потім відступила та з великої дистанції з-за димової завіси вдарила по британським кораблям. Дев'ять бомбардувальників-торпедоносців «Сордфіш» атакували німецькі міноносці, Z19 «Германн Кюнне» і ще один корабель зазнали незначних пошкоджень, британці втратили два літаки, збиті під час атаки. До півдня німці вичерпали більшу частину своїх боєприпасів, і Бей наказав своїм кораблям відступити до Ромбакс-фіорду (сама східна гілка Уфут-фіорду), на схід від Нарвіка, де вони могли спробувати влаштувати засідку на будь-які переслідуючі британські кораблі. Корветтен-капітан Фрідріх Коте, капітан корабля, неправильно зрозумів сигнал і попрямував на північ у Хер'янгс-фіорд, де Z19 «Германн Кюнне» наразився на мілину в Тролвіці біля Б'єрквіка. Німецький есмінець витратив усі свої боєприпаси, включно з практичними та освітлювальними снарядами. Екіпаж покинув корабель. Есмінці «Ескімо» та «Форестер», що переслідували німецький корабель у Хер'янгс-фіорд, і перший запустив торпеду в затонулий корабель, зламавши його корму.